# Свети Влас
Вижте пояснителната страница за други значения на Свети Власий.
Свети Влас е град в Югоизточна България. Намира се в Община Несебър, област Бургас. На 2 февруари 2006 г. с Решение на правителството Свети Влас придобива статут на град.

## География
Свети Влас се намира в подножието на южните склонове на Стара планина, в непосредствена близост до брега на Черно море. Той е на 12 km от историческия град Несебър. Свети Влас заема северната част на залива, край който се намира Слънчев бряг и вилно селище Елените, а Бургас е разположен на 41 km южно.
Плажът на Свети Влас е с изложение на юг. Пясъкът е ситен и златист. Уникално съчетание на чист планински въздух, морски климат и красива природа. Свети Влас е любимо място за отдих на много българи и чужденци. Летните дни се характеризират с тиха утрин и сравнително прохладен следобед. Дълга, топла и тиха есен.

## История
Макар и малък, градът има богата и дълга история. Първото селище в района е основано от древните траки. По-късно, през елинистическия период, около II в. пр. Хр., със заселването на гръцки колонисти, селището се нарича Лариса. С това име се среща чак до XIV век, когато приема името на Свети Влас – покровител на търговците, животновъд, също и лечител. Новото наименование на селището е било свързано с намиралия се тук голям и известен ставропигален манастир „Св. Власий“, който бил пряко подчинен на Константинополската патриаршия. Същият просъществувал до XVIII век, когато е опожарен от безбройните по това време набези на пирати. Подобна съдба сполетяла и другите четири манастира, разположени в околността на селото: „Св. Петър“, „Св. Илия“, „Св. Андрей“ и девическият „Св. Ана“. Отделни останки от тези обители могат да бъдат забелязани и днес.
През годините на османско владичество (XIV – XIX в.) са известни няколко имена на селото и всички са свързани с манастирите. Османците го наричали Кючюк манастир, а в османските данъчни регистрите е записано като село „Манастир“.
След освобождението от османско владичество, когато Източна Румелия е присъединена към Българското княжество, името на селището се променя на Свети Влас. В продължение на векове и до 1920 г. местното население е било преобладаващо гръцко. В началото на 20-те години на XX век местните гърци се изселват в Западна Тракия, предадена на Гърция през 1919 г. и по-конкретно в село Чадърли, преименувано през 1920 г. на Стрими (днес в община Сапес, област Родопи). По-малко от 10 гръцки семейства остават да живеят в Свети Влас след 1920 г.
След войните от 1912 – 1918 г., в Свети Влас се заселват 79 български семейства от Солунско, 29 от Гюмюрджинско, 20 семейства малоазийски българи от с. Йеникьой и от други краища на България. През 1963 година Влас е обявен за климатичен морски курорт. Микроклиматът тук е благоприятен за лечение на белодробни заболявания.
През 2006 г. село Свети Влас придобива статут на град с решение на Министерския съвет.
През 2007 г. в Свети Влас е открито най-голямото яхтено пристанище в България, с капацитет от 300 яхти.

## Население

### Етнически състав
Преброяване на населението през 2011 г.
Численост и дял на етническите групи според преброяването на населението през 2011 г.:
|                     | Численост |
| Общо                | 2691      |
| Българи             | 2246      |
| Турци               | 40        |
| Цигани              | 10        |
| Други               | 48        |
| Не се самоопределят | 11        |
| Неотговорили        | 336       |

## Редовни събития
- Съборът на Свети Влас се провежда на 2 май – летния Атанасовден;
- Международна ветроходна регата „Св. Влас“ се провежда в акваторията на Несебърския залив на 18, 19 и 20 юли. Домакин на състезанието е Общински морски клуб „Несебър 2000“. Регата „Св. Влас“ до 2007 г. се провежда под името „Victory“;
- Суперкар рали „Свети Влас“.

## Съвременно строителство и застрояване
В Свети Влас съвременното строителството може да се раздели на два периода – до 2000 г. и след 2000 година.
До 2000 г. се строят еднофамилни и многофамилни жилищни сгради, с етажност на застрояване до 3 етажа. Покривите са характерни за страната с керемиди и са двускатни (оседлани), трискатни (калкани), четирискатни, двускатни скосени, четирискатни скосени и мансардни.
До този момент строителството се разгръща в строителните граници на землището, които граници са: склон-залесяване на Стара планина; шосе „Слънчев бряг – к.с. Елените“; към 2023 г. бензиностанция на входа на града.
До 2000 г. всички останали територии са със статут на земеделски земи – ниви и пасища.
След 2000 г., започва строителство в земеделските земи, от другата страна на шосето, в посока морския бряг. Изградена е улица „Бор“ от шосето до комплекс „Сън Палас“ (Sun Palace), (2001 г.), който е първият комплекс изграден на първа линия и построен изобщо в териториите извън село Влас, по това време.
Към 2023 г. ул. Бор е продължена и изградена в посоки изток-запад, като организира по-голямата част от модерното застрояване на първа и втора линия от морския бряг.
Съвременното застрояване е гъсто и не е обединено в конкретен стил.